# Férfi négyesbob az 1956. évi téli olimpiai játékokon
Az 1956. évi téli olimpiai játékokon a bob férfi négyes versenyszámát február 3-án és 4-én rendezték. Az aranyérmet a svájci Franz Kapus, Gottfried Diener, Robert Alt, Heinrich Angst összeállítású négyes nyerte. A versenyszámban nem vett részt magyar csapat.

## Eredmények
A verseny négy futamból állt. A négy futam időeredményének összessége határozta meg a végső sorrendet. Az időeredmények másodpercben értendők. A futamok legjobb időeredményei vastagbetűvel olvashatóak.
| Helyezés | Csapat | 1.             | 2.             | 3.             | 4.             | Össz.   |
| -------- | --- | -------------- | -------------- | -------------- | -------------- | ------- |
| Arany    | Svájc (SUI)-1 · Franz Kapus · Gottfried Diener · Robert Alt · Heinrich Angst                                                                     | 1:18,00        | 1:17,19        | 1:17,09        | 1:18,16        | 5:10,44 |
| Ezüst    | Olaszország (ITA)-2 · Eugenio Monti · Ulrico Girardi · Renzo Alverà · Renato Mocellini                                                           | 1:17,69        | 1:17,97        | 1:18,13        | 1:18,31        | 5:12,10 |
| Bronz    | Egyesült Államok (USA)-1 · Arthur Tyler · William Dodge · Charles Butler · James Lamy                                                            | 1:17,75        | 1:17,87        | 1:18,25        | 1:18,52        | 5:12,39 |
| 4.       | Svájc (SUI)-2 · Max Angst · Aby Gartmann · Harry Warburton · Rolf Gerber                                                                         | 1:17,41        | 1:17,85        | 1:18,68        | 1:20,33        | 5:14,27 |
| 5.       | Olaszország (ITA)-1 · Dino De Martin · Giovanni De Martin · Giovanni Tabacchi · Carlo Da Prà                                                     | 1:18,10        | 1:18,65        | 1:18,50        | 1:19,41        | 5:14,66 |
| 6.       | Egyesült Német Csapat (EUA)-1 · Hans Rösch · Michael Pössinger · Lorenz Nieberl · Sylvester Wackerle                                             | 1:18,61        | 1:19,04        | 1:19,43        | 1:20,94        | 5:18,02 |
| 7.       | Ausztria (AUT)-2 · Kurt Loserth · Wilfried Thurner · Karl Schwarzböck · Franz Dominik                                                            | 1:19,37        | 1:19,12        | 1:20,08        | 1:19,72        | 5:18,29 |
| 8.       | Egyesült Német Csapat (EUA)-2 · Franz Schelle · Jakob Nirschl · Hans Henn · Edmund Koller                                                        | 1:19,03        | 1:18,84        | 1:19,31        | 1:21,32        | 5:18,50 |
| 9.       | Spanyolország (ESP) · Alfonso de Portago · Vicente Sartorius y Cabeza de Vaca · Gonzalo Taboada · Luis Muñoz                                     | 1:18,87        | 1:19,27        | 1:21,37        | 1:19,98        | 5:19,49 |
| 10.      | Ausztria (AUT)-1 · Karl Wagner · Fritz Rursch · Adolf Tonn · Heinrich Isser                                                                      | 1:19,60        | 1:20,74        | 1:19,98        | 1:20,30        | 5:20,62 |
| 11.      | Norvégia (NOR) · Arne Røgden · Arnold Dyrdahl · Odd Solli · Trygve Brudevold                                                                     | 1:20,96        | 1:20,08        | 1:20,45        | 1:20,01        | 5:21,50 |
| 12.      | Nagy-Britannia (GBR)-1 · Keith Schellenberg · Rollo Brandt · Ralph Raffles · John Rainforth                                                      | 1:21,39        | 1:18,73        | 1:20,42        | 1:21,58        | 5:22,12 |
| 13.      | Svédország (SWE)-2 · Kjell Holmström · Sven Erbs · Walter Aronson · Jan Lapidoth                                                                 | 1:20,58        | 1:20,32        | 1:21,15        | 1:21,13        | 5:23,18 |
| 14.      | Románia (ROU)-1 · Heinrich Enea · Dumitru Peteu · Nicolae Moiceanu · Mărgărit Blăgescu                                                           | 1:21,53        | 1:20,58        | 1:20,64        | 1:20,44        | 5:23,19 |
| 15.      | Lengyelország (POL)-1 · Stefan Ciapała · Jerzy Olesiak · Józef Szymański · Aleksander Habala                                                     | 1:19,95        | 1:20,25        | 1:21,10        | 1:22,19        | 5:23,49 |
| 16.      | Svédország (SWE)-1 · Olle Axelsson · Ebbe Wallén · Sune Skagerling · Gunnar Åhs                                                                  | 1:18,95        | 1:19,98        | 1:22,75        | 1:21,86        | 5:23,54 |
| 17.      | Nagy-Britannia (GBR)-2 · Stuart Parkinson · John Read · Christopher Williams · Rodney Mann                                                       | 1:20,72        | 1:19,92        | 1:22,51        | 1:20,58        | 5:23,73 |
| 18.      | Franciaország (FRA) · André Robin · Pierre Bouvier · Jacques Panciroli · Lucien Grosso                                                           | 1:20,00        | 1:21,25        | 1:20,95        | 1:21,63        | 5:23,83 |
| 19.      | Egyesült Államok (USA)-2 · James Bickford · Donald Jacques · Lawrence McKillip · Hubert Miller                                                   | 1:20,97        | 1:22,47        | 1:21,22        | 1:20,50        | 5:25,16 |
| 20.      | Románia (ROU)-2 · Constantin Dragomir · Vasile Panait · Ion Staicu · Gheorghe Moldoveanu                                                         | 1:21,21        | 1:21,22        | 1:22,37        | 1:23,03        | 5:27,83 |
| 21.      | Lengyelország (POL)-2 · Aleksy Konieczny · Zygmunt Konieczny · Włodzimierz Źróbik · Zbigniew Skowroński · Jan Dąbrowski (két futamban szerepelt) | idő nem ismert | idő nem ismert | idő nem ismert | idő nem ismert | 5:28,40 |